# Annals of Global Analysis and Geometry
Annals of Global Analysis and Geometry is een internationaal, aan collegiale toetsing onderworpen wetenschappelijk tijdschrift op het gebied van de wiskunde. De naam wordt in literatuurverwijzingen meestal afgekort tot Ann. Global Anal. Geom. Het wordt uitgegeven door Springer Science+Business Media en verschijnt 4 keer per jaar.